# Colpochila calabyi
Colpochila calabyi är en skalbaggsart som beskrevs av Britton 1986. Colpochila calabyi ingår i släktet Colpochila och familjen Melolonthidae. Inga underarter finns listade i Catalogue of Life.